# Atopsyche ikonnikovi
Atopsyche ikonnikovi is een schietmot uit de familie Hydrobiosidae. De soort komt voor in het Neotropisch gebied.